# ウィリアム・アレクサンダー (アメリカ独立戦争)
ウィリアム・アレクサンダー（英: William Alexander、1726年 - 1783年1月15日）は、アメリカ独立戦争のときの大陸軍少将である。スターリング伯爵を自称したが、正統性については異論があった。

## 経歴
アレクサンダーは教育を受け、大望がある明るい若者だった。数学と天文学に秀でていた。母が経営していた食糧販売業に参加して成功し、1747年にはサラ・リビングストンと結婚した。サラはニューヨーク植民地の政治家フィリップ・リビングストン（1686年 - 1749年）の娘、かつアメリカ独立宣言に署名したフィリップ・リビングストン（1716年 - 1778年）やアメリカ合衆国憲法に署名したウィリアム・リビングストン（1723年 - 1790年）の姉妹だった。アレクサンダーの娘の一人メアリー・アレクサンダーはニューヨークの裕福な商人ロバート・ワッツと結婚した。
フレンチ・インディアン戦争のとき、アレクサンダーはイギリス軍の兵站部に加わり、そこでマサチューセッツ湾植民地総督ウィリアム・シャーリーの副官になった。1756年にはロンドンに渡って、職務怠慢で告発されていたシャーリーのために証言した。ロンドンにいる間に空白になっていたスコットランドの爵位スターリング伯爵を自称した。これは祖父の初代伯爵の子孫で年長の男子だったからであり、スコットランド貴族代表議員の選挙では投票を認められた。イギリスの貴族院 (イギリス)貴族院はスターリングが子孫であるという証拠が無いためにその主張を認めようとしなかったが、アレクサンダーは終生「スターリング伯爵」を自称し続けた。この伯爵の権利は、初代伯爵の相続人男子に与えられるニューイングランド、ノバスコシアおよびセントローレンス川渓谷全体の大半を占める土地特許に対する権利を表すものだった。アレクサンダーの孫ウィリアム・アレクサンダー・デュアはこのことが伯爵位を追及した主な理由だったと記している。アレクサンダーは5代目で最後のスターリング伯爵（ヘンリー・アレクサンダー）の甥達と共同で土地の所有権を主張した。
アレクサンダーはその主張が部分的に認められたことに満足して1761年にアメリカに戻り、「スターリング卿」という肩書きを使った。アレクサンダーはニュージャージー植民地の監督部長に指名され、植民地会議の議員にもなった。キングス・カレッジ（現在のコロンビア大学）の設立メンバーであり、初代理事長を務めた。
アレクサンダーは社会的に認められた裕福な人物であり、父親から大きな財産を相続していた。鉱業や農業に手を出し、スコットランド領主に相応しい虚飾に満ちた人生を送った。このことは金がかかるものであり、最終的には借金を背負うようになった。ニュージャージーのバスキングリッジに大邸宅の建設を始め、それが完成したときにニューヨークの家を売却して移り住んだ。アメリカ独立戦争の間にはジョージ・ワシントンが度々そこを訪れており、アレクサンダーの娘が結婚するときはその娘を花婿に引き渡す役目を担った。

## アメリカ独立戦争
アメリカ独立戦争が始まると、アレクサンダーはニュージャージー民兵隊の大佐に任じられた。民兵達を自分の金で装備させ、独立支持側を支援するために自分の財産を使った。独立戦争初期にイギリスの武装輸送船を捕まえたときに志願兵集団を指揮したことで頭角を現した。
大陸会議は1776年3月にアレクサンダーを大陸軍の准将に任命した。同年8月、ロングアイランドの戦いのとき、現在のゴワナス運河と名付けられた場所近くのオールドストーンハウスで、アレクサンダーはメリーランド第1連隊を率いて優勢なイギリス軍を何度も攻撃し、大きな損失を出した。勢力で25対1と圧倒されていたその部隊は最終的に打ち負かされ、アレクサンダーは捕虜になったが、イギリス軍の攻撃を撥ね返し続けていたので大陸軍主力がブルックリンハイツの防御陣地まで逃げ戻る時間を稼いだ。ロングアイランドでのその行動の故に、ある新聞はアレクサンダーのことを「アメリカで最も勇敢な男」と呼び、その勇敢さと大胆さについてはワシントンからもまたイギリス軍からも称賛された。
アレクサンダーはバハマの副総督モンフォート・ブラウンとの捕虜交換で釈放され、少将に昇進し、ワシントンの最も有能で信頼できる将軍の一人になった。ワシントンはアレクサンダーに高い敬意を抱いていたので、私用で不在だった2ヶ月近く大陸軍全軍の指揮官に任命し、戦争の大半の期間を通じてワシントンに次ぐ第3位か第4位の位置付けに考えられていた。アメリカ独立戦争でアメリカ側に投じてはいたが、ワシントンを含む士官達や兵士達はアレクサンダーのことをスターリング卿と呼ぶことが多かった。トレントンの戦いではドイツ人傭兵部隊の降伏を受け入れた。1777年6月26日、マトウチン（現在のメタチェン）では、ワシントンの命令に反して攻撃を待った。このショートヒルズの戦いではアレクサンダーの陣地が奪われその師団が敗れて、2門の大砲と150名の兵士を失った。その後に続いたブランディワインの戦い、ジャーマンタウンの戦いおよびモンマスの戦いでは、その勇敢さと立派な戦術判断をおこなうという評判を固めた。ブランディワインの戦いとジャーマンタウンの戦いでは勇敢かつ慎重に行動した。モンマスの戦いではその大砲を据えるときに良い戦術判断を示し、敵がその側面を衝こうとしたときに大きな損失を与えて撃退した。1780年1月、スタテン島襲撃を率いたが効果的なものにはならなかった。1778年に不満を抱いた士官達がワシントンを総司令官から外し、代わりにホレイショ・ゲイツを据えようとした陰謀、いわゆるコンウェイ陰謀のときはその暴露にあたって重要な役割も果たした。
1781年にワシントンが大陸軍を南部に移動させた時、アレクサンダーを北方軍の司令官に指名し、オールバニに赴かせた。アレクサンダーは常に大酒飲みであり、この時は健康を害し、酷い通風とリューマチを患っていた。アレクサンダーは1783年1月15日にオールバニで死んだ。独立戦争が公式に終結する数ヶ月前の早すぎる死によって、今日他の多くの将軍ほど一般に知られていない原因になっている可能性がある。アレクサンダーはその大陸軍への貢献によって、この戦争で最も重要な人物の一人となった。ニューヨーク市のトリニティ教会墓地に埋葬されている。

## 遺産
- アレクサンダーの甥、ジョン・ラザファード（1760年 - 1840年）はニュージャージー州選出のアメリカ合衆国上院議員になった。
- アレクサンダーの義理の息子ウィリアム・デュア（1743年 - 1799年）は大陸会議代議員になった。
- アレクサンダーの孫ウィリアム・アレクサンダー・デュア（1780年 - 1858年）はコロンビア大学の学長になった。
- アレクサンダーの曾孫ウィリアム・デュア（1805年 - 1848年）はニューヨーク州選出のアメリカ合衆国下院議員になった。
- アレクサンダーの玄孫スティーブンス・ワッツ・カーニー（1794年 - 1848年）はアメリカ陸軍の将軍となり、米墨戦争で活躍した。
- ゴワナスの戦場跡にできた中学はウィリアム・アレクサンダー中学と名付けられた[4]。
- ニュージャージー州ロングヒル・タウンシップにあるスターリング地区はバスキングリッジにあったアレクサンダーの家から直ぐ近くにある。
- バスキングリッジのスターリング卿公園はアレクサンダーの領地の一部だった所である。
- スターリングヒル鉱山は、かつてアレクサンダーが所有していたのでその名前が付けられた。
- バスキングリッジでは毎年スターリング卿1770年代祭が開催されている[5]。
- マサチューセッツ州スターリング町はアレクサンダーに因んで名付けられた。